# ヴァレリー・ブラッティ
ヴァレリー・ブラッティ（Valery Burati、1907年4月12日 - 1988年7月20日）は、アメリカ合衆国の労働経済学者、軍人である。

## 経歴・人物
オーストリアのチロル地方出身。後に渡米して帰化し、ベイツ大学で人文学を学ぶ。卒業後の1932年に「スプリングフィールド・ユニオン」に就職し、新聞記者となる。後にニューイングランド新聞ギルド評議会の議長となり、最高情報責任者となった。
後に軍の道を開き、第二次世界大戦に陸軍大尉として従軍した。1945年（昭和20年）に日本に進駐し、帰国を挟んで戦後の1948年（昭和23年）に連合国軍最高司令官総司令部（GHQ）経済科学局労働担当官となった。在職中は滝田実への書簡を送った事で、1950年（昭和25年）7月には総同盟の結成や批判に携わる等、労働改革に貢献した。
1951年（昭和26年）に帰国した後にアメリカ国務省に入省し、フィリピンでの派遣使節団の結成に携わった。1961年から1973年の退職まではアフリカ諸国の主任等を歴任した。